# Okręg Confolens
Okręg Confolens (fr. Arrondissement de Confolens) – okręg w zachodniej Francji. Populacja wynosi 64 700.

## Podział administracyjny
W skład okręgu wchodzą następujące kantony:
- Aigre,
- Chabanais,
- Champagne-Mouton,
- Confolens-Nord,
- Confolens-Sud,
- Mansle,
- Montembœuf,
- Ruffec,
- Saint-Claud,
- Villefagnan.